# Аскерсунд
Аскерсунд (швед. Askersund) — містечко (tätort, міське поселення) на Півдні Швеції в лені  Еребру. Адміністративний центр комуни Аскерсунд.

## Географія
Містечко знаходиться у південній частині лена  Еребру за 251 км на захід від Стокгольма.

## Історія
Аскерсунд відомий із XIV століття. У 1643 році він був достатньо значним поселенням, щоб отримати королівський привілей на статус міста. 
Внаслідок муніципальної реформи 1952 року Аскерсунд визначено у статусі міста. У 1971 році увійшов до складу комуни Аскерсунд.
Незважаючи на невеликий розмір Аскерсунд з історичних причин, як і раніше, називають містом, хоча статистика Швеції сьогодні трактує містом поселення з кількістю мешканців понад 10 000.

## Герб міста
Герб Аскерсунда використовувався містом від XVII століття: У срібному полі стоїть коваль у білій сорочці, синій шапці та штанях, жовтих панчохах і чорних черевиках та тримає в руках чорний молот. 
Сюжет герба взято з печатки міста, наданої королівським привілеєм 1643 року. Підкреслює один з основних видів зайнятості мешканців міста в XVII столітті. При королівському затвердженні герба 1948 року залишено без змін архаїчний негеральдичний білий колір сорочки коваля.   
Після адміністративно-територіальної реформи, проведеної в Швеції на початку 1970-х років, муніципальні герби стали використовуватися лишень комунами. Цей герб був 1971 року перебраний для нової комуни Аскерсунд.

## Населення
Населення становить 4 172 мешканців (2018).

## Спорт
У поселенні базується спортивний клуб ІФК Аскерсунд, який мав секції футболу та хокею з м'ячем. У 2005 році команда з бенді об'єдналася з клубом Вадчепінг БК.

## Галерея

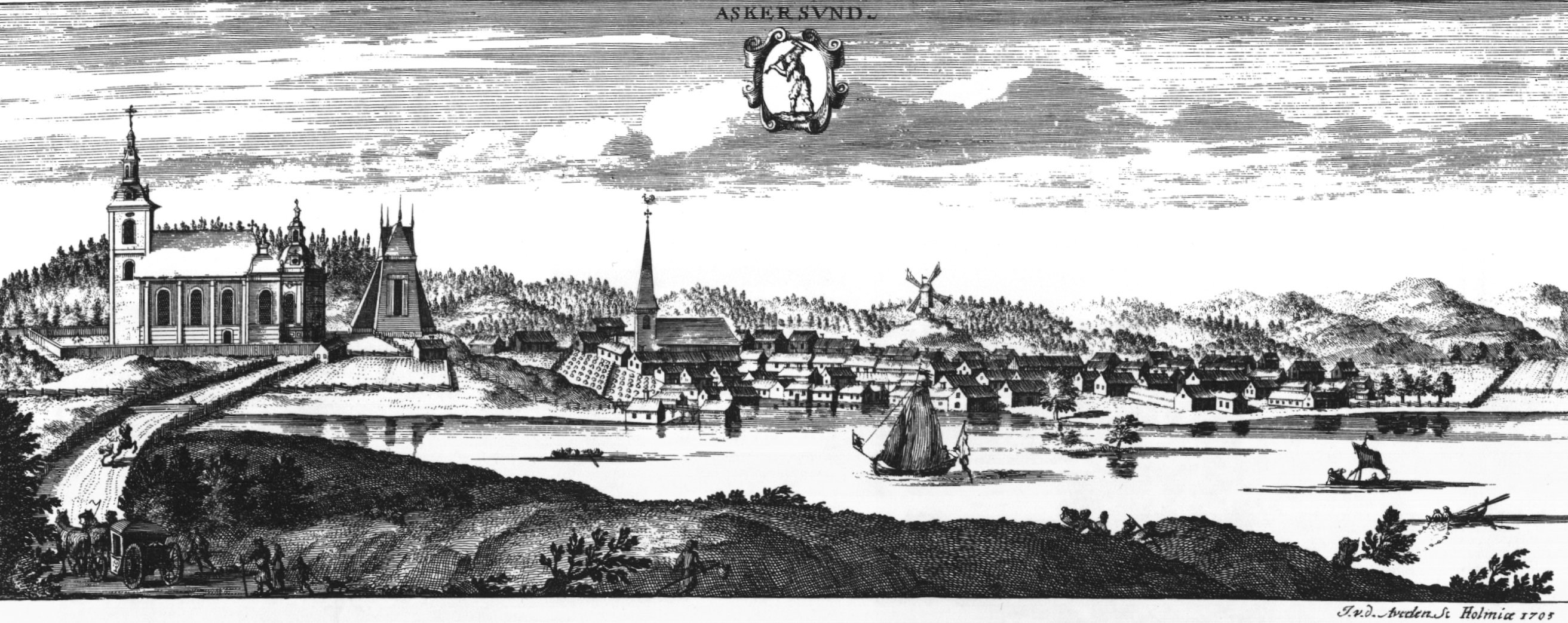
Гравюра з панорамою міста Аскерсунд (біля 1700 р.)

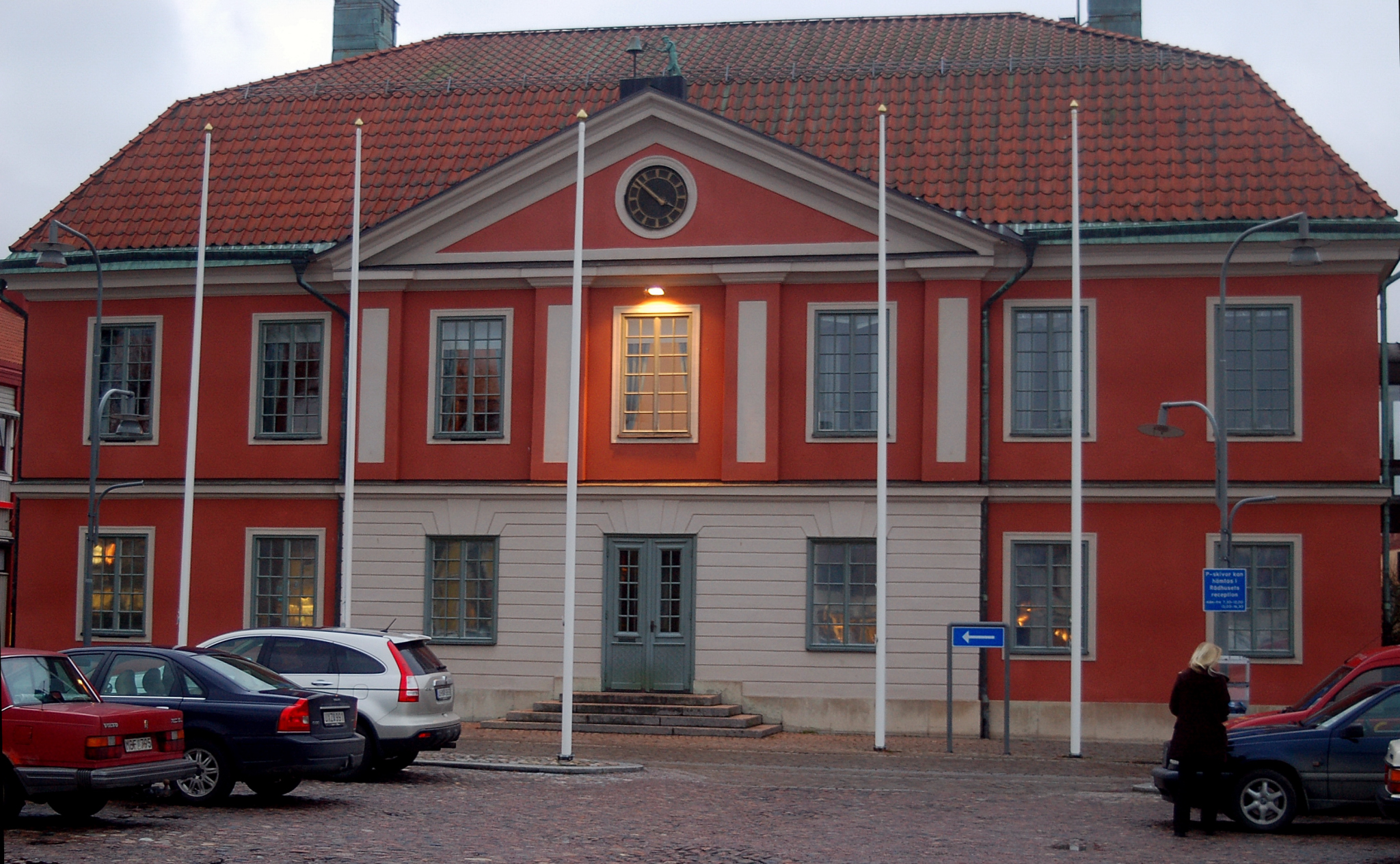
Ратуша
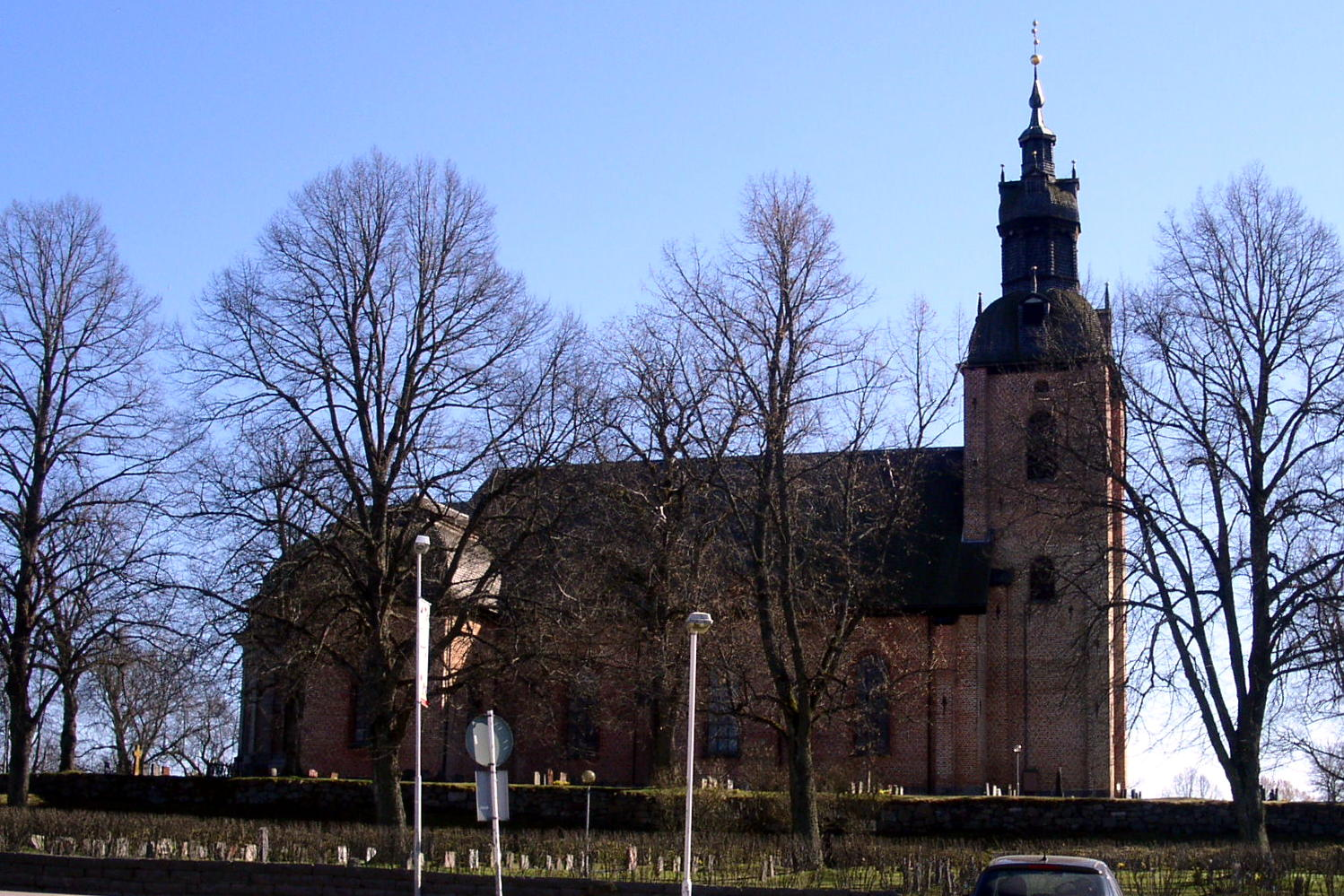
Церква
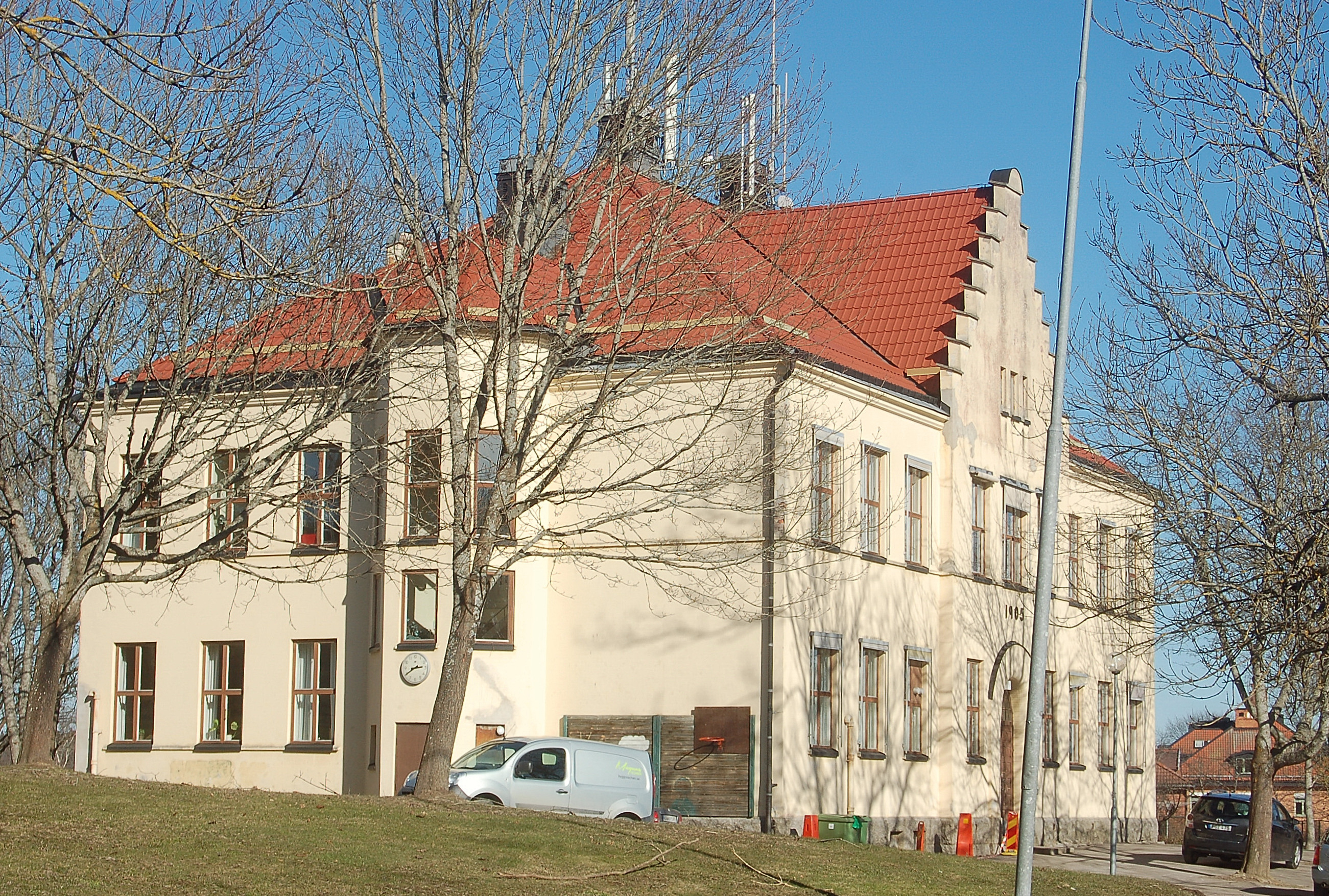
Школа
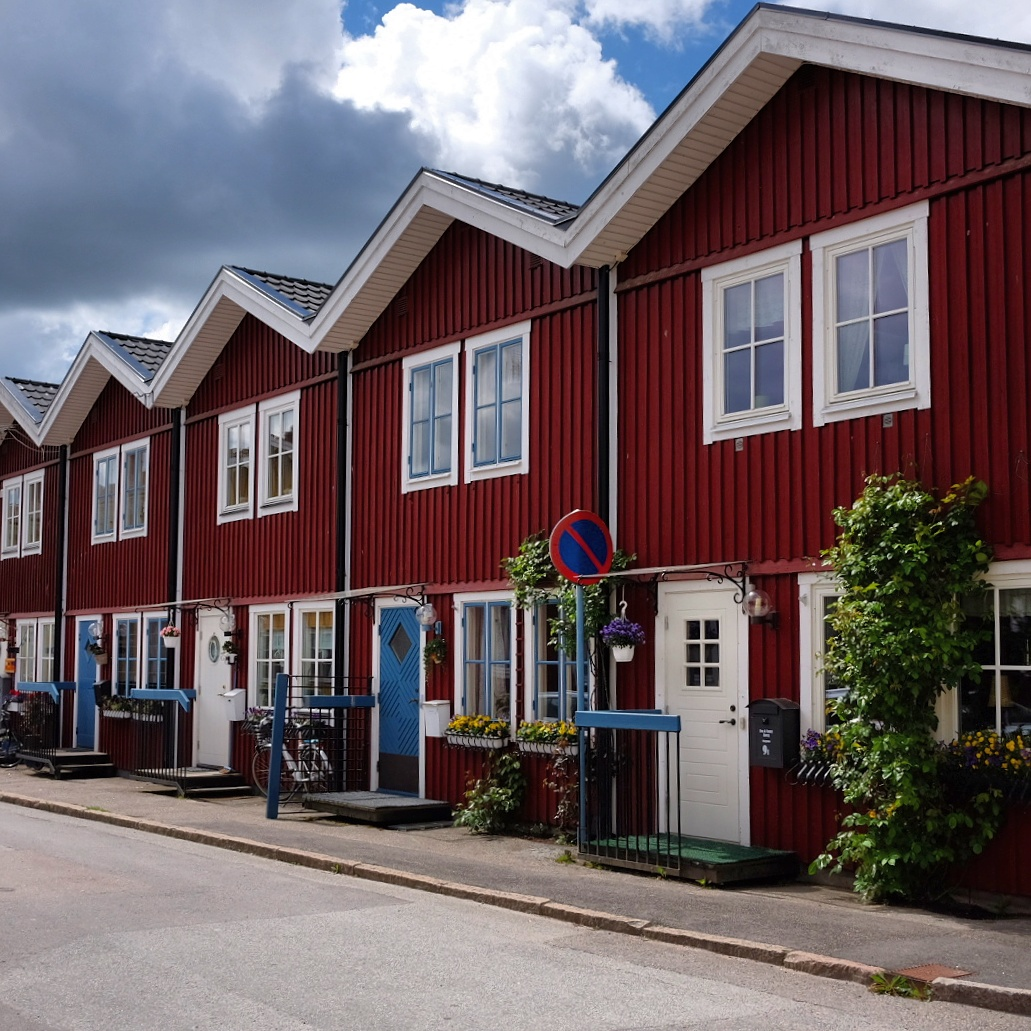
Вулиця Стургатан

## Покликання
- Сайт комуни Аскерсунд [Архівовано 11 березня 2009 у Wayback Machine.]